# Лан (остров)
Лан, или Ко Лан (тайск. เกาะล้าน) — один из островов в Сиамском заливе на восточном побережье Таиланда. Относится к группе ближайших к Паттайе островов. Также ещё известен как «Коралловый остров». Является популярным туристическим местом Паттайи.

## География
Лан самый крупный остров из группы ближайших к Паттайе островов, к которым также относятся острова Ко Крок и Ко Сак. Расположен примерно в 8 км от берега. Административно относится к ампхе Бангламунг, провинции Чонбури.
В длину остров около 4 км, холмистый и покрыт тропическим лесом. Наивысшая точка острова холм высотой 205 метров, на вершине которого имеется буддийский храм и смотровая площадка. На острове есть небольшая деревня Ban Ko Lan, где расположен пирс, а также отели и рестораны.

## Пляжи
На острове имеется 5 популярных общественных пляжей и несколько маленьких уединённых.
- Пляж Таваен (Tawaen Beach) — самый большой и популярный пляж на острове, примерно 680 метров длинной. Здесь имеется пирс, на который приплывает часть паромов. Имеются отели и рестораны. Популярен среди азиатских туристов.
- Пляж Самаэ (Samae Beach) — большой и оживлённый пляж порядка 600 метров длинной. Имеются рестораны и отели.
- Пляж Тьен (Tien Beach) — большой и немноголюдный пляж порядка 500 метров длинной. Больше всего подходит для сноркелинга. Находится на расстоянии от ближайшей парковки автомобилей. Этим и объясняется его не многолюдность. Добраться до пляжа можно на лодке, катере и сонгтео.
- Пляж Нуал (Nual Beach) — также известен как Monkey Beach. Пляж небольшой и каменистый. На пляж часто приходят дикие обезьяны.

Также на острове имеется целый ряд маленьких пляжей с минимальной инфраструктурой или вообще без неё. Большинство диких пляжей острова не связаны сетью дорог и к ним можно добраться только по морю.

## Транспорт

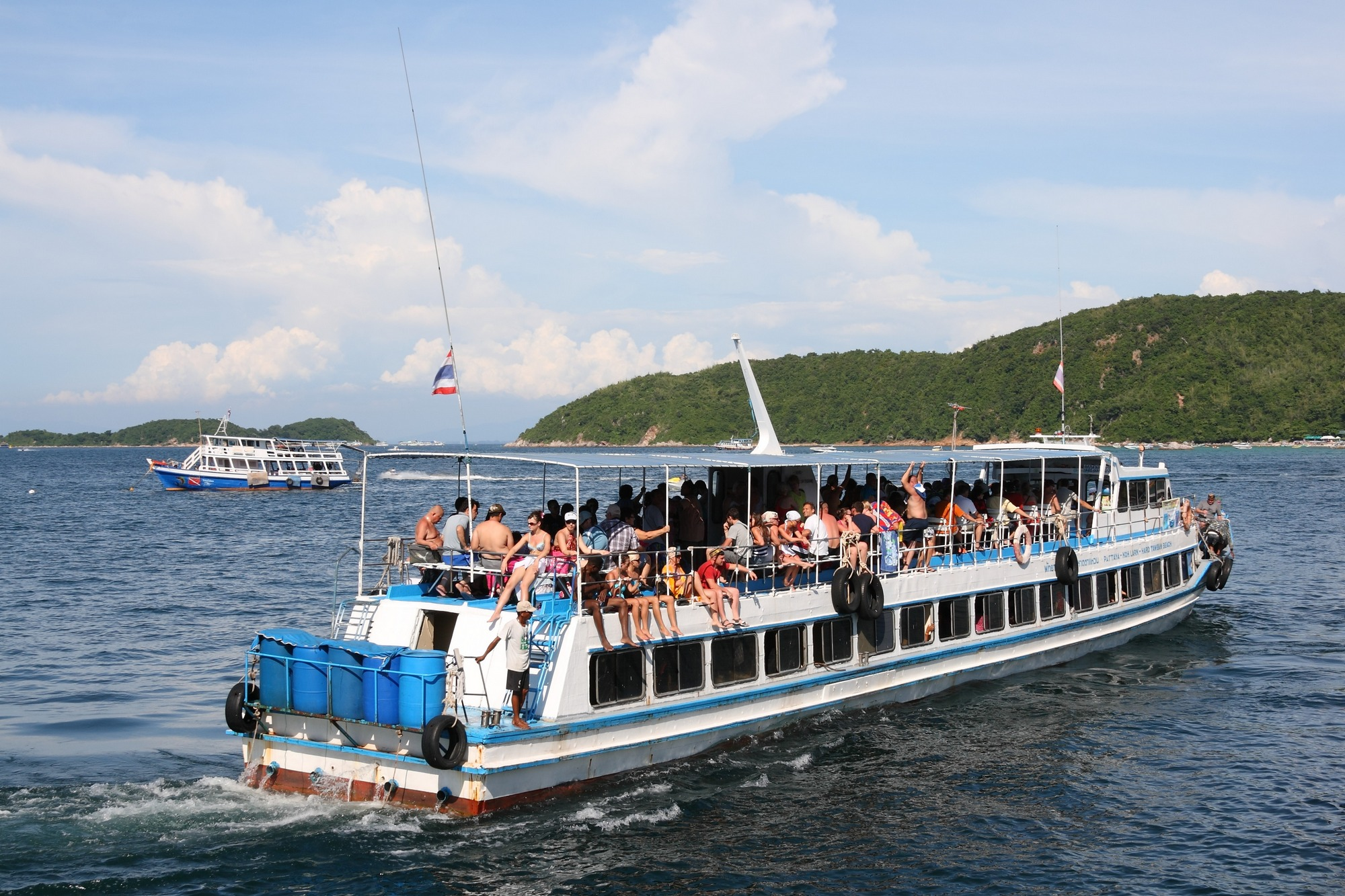
Паром из Паттайи

С материком остров связан регулярным паромным сообщением. Паромы отходят от главного пирса Паттайи Бали Хай. На острове паромы в основном причаливают к главному пирсу в деревне Ban Ko Lan. Некоторые паромы идут до пляжа Таваен. отходят паромы и катера. Паромы ходят с раннего утра до вечера каждые 30—40 минут.
На самом острове имеется сеть дорог, которая связывает главный пирс, деревню и все основные пляжи. По острову можно перемещаться на сонгтео (тук-туке) или на мототакси. Также на острове есть возможность арендовать мотоцикл.

## Туризм
Остров является самым посещаемым среди туристов отдыхающих на курорте в Паттайе. Это связано с его легкой доступностью и более чистыми пляжами и морем, чем в самой Паттайе. В городе имеется множество туристических фирм, которые организовывают экскурсии из отеля и обратно.
На острове присутствуют практически все виды пляжных и морских развлечений. На основных пляжах имеется развитая инфраструктура, рестораны и отели. Также на острове построены различные смотровые площадки. Есть тир с огнестрельным оружием.

## Галерея

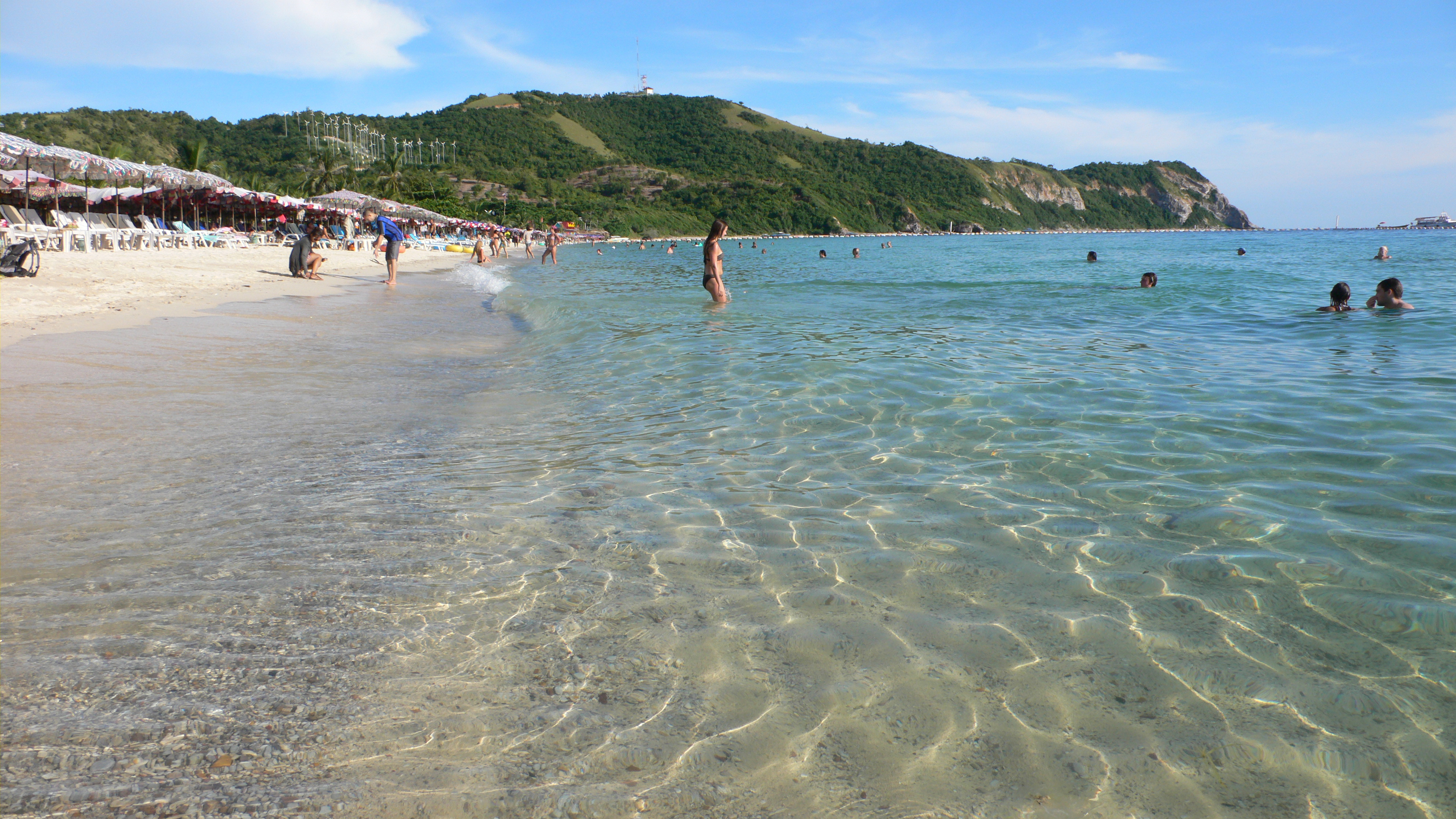
Пляж на острове Лан.
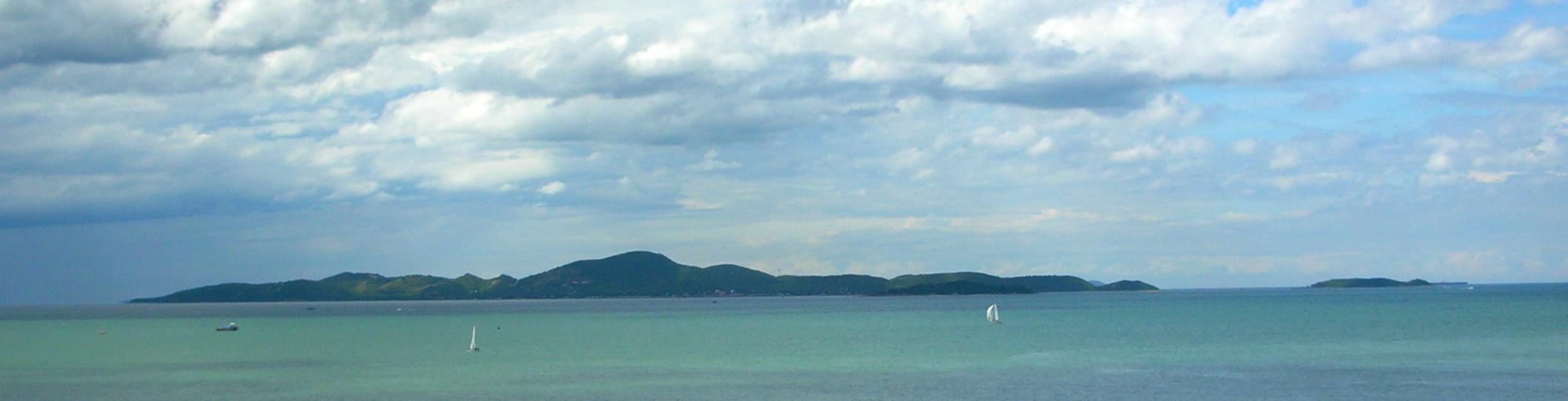
Ко Лан. Вид из Паттайи.
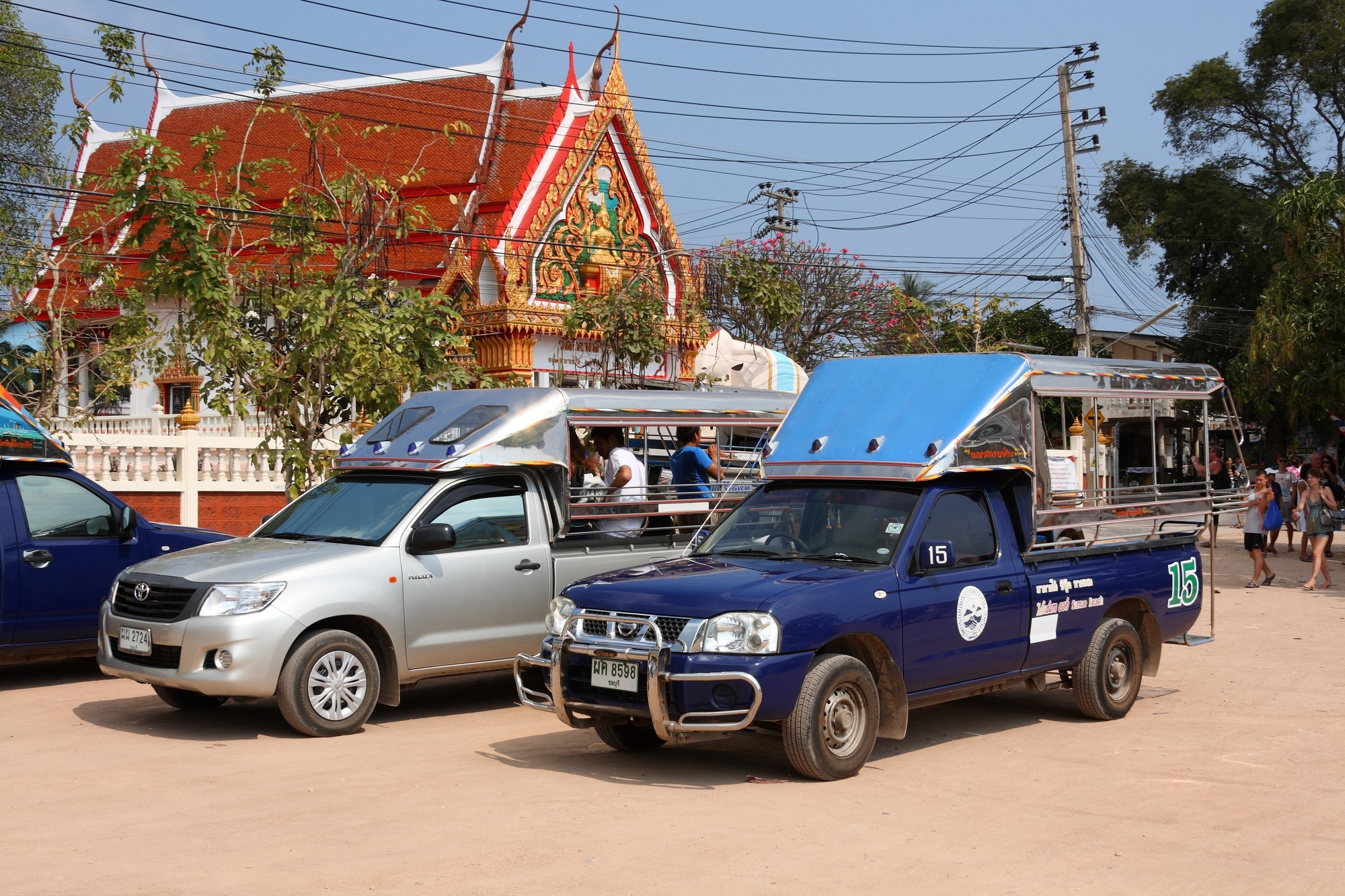
Сонгтео на острове Лан. Деревня Ban Ko Lan.
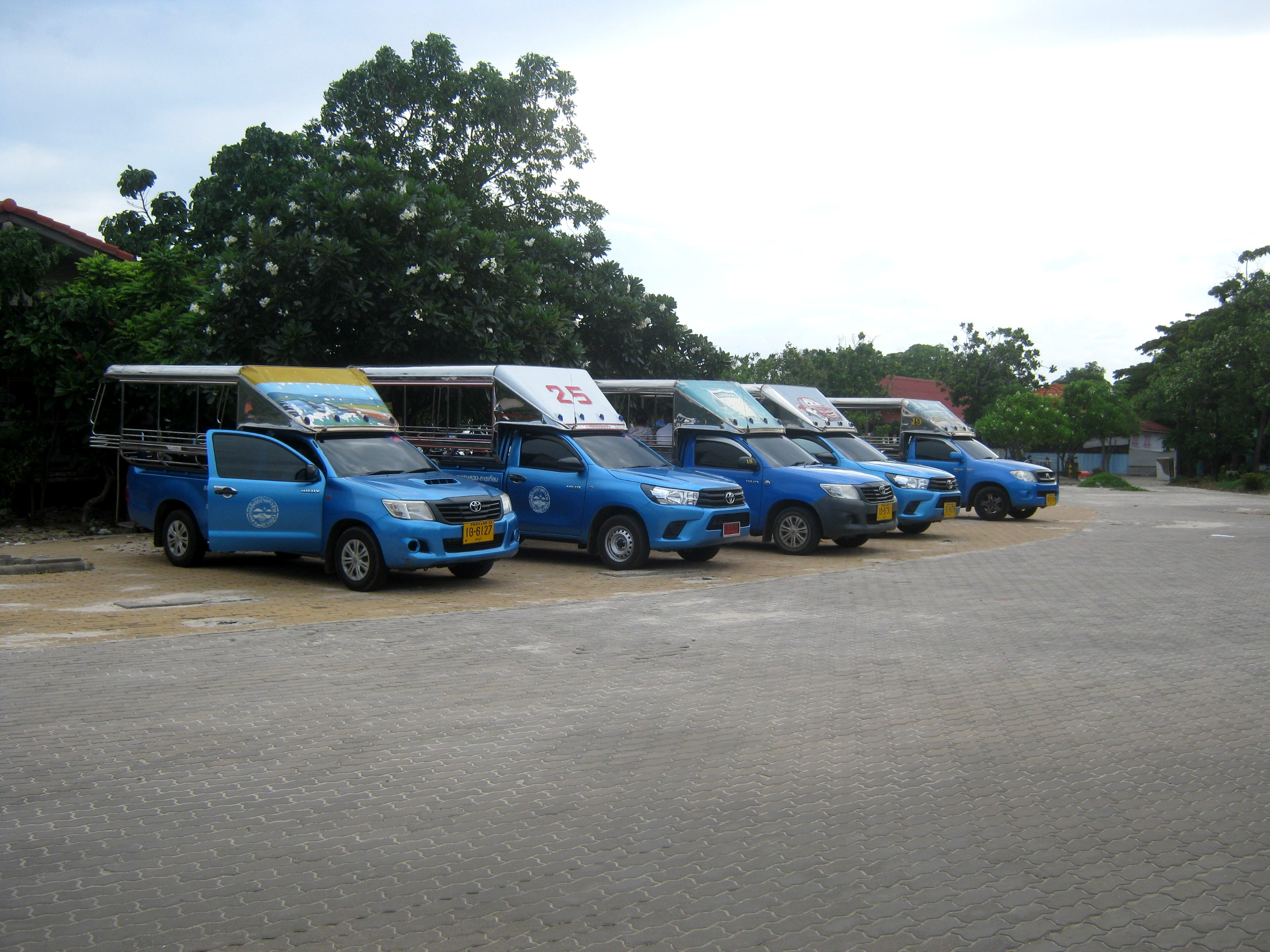
Автостанция на Лане.